# ゆめぐりエクスプレス

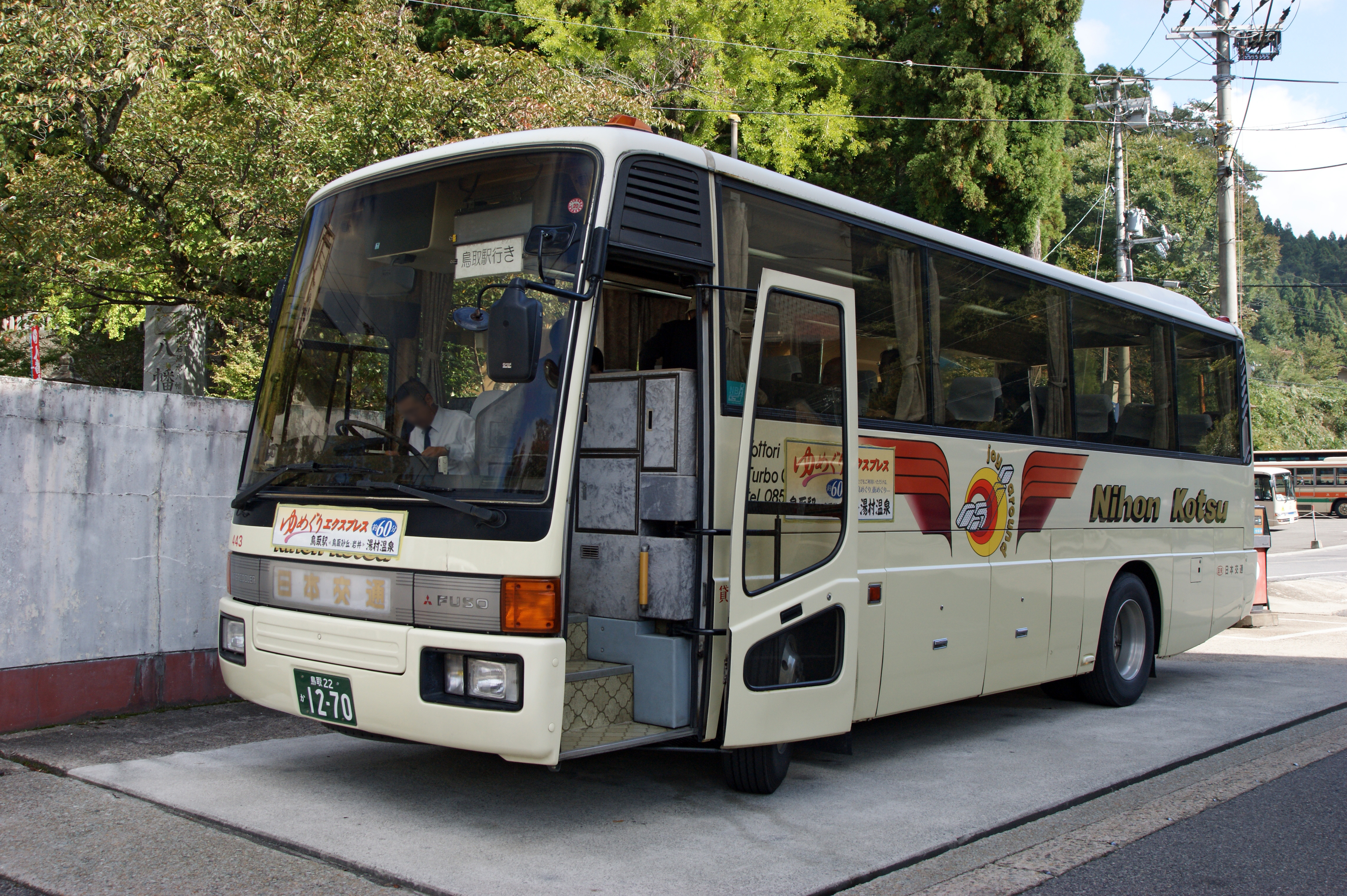
日本交通の車両。湯村温泉営業所にて

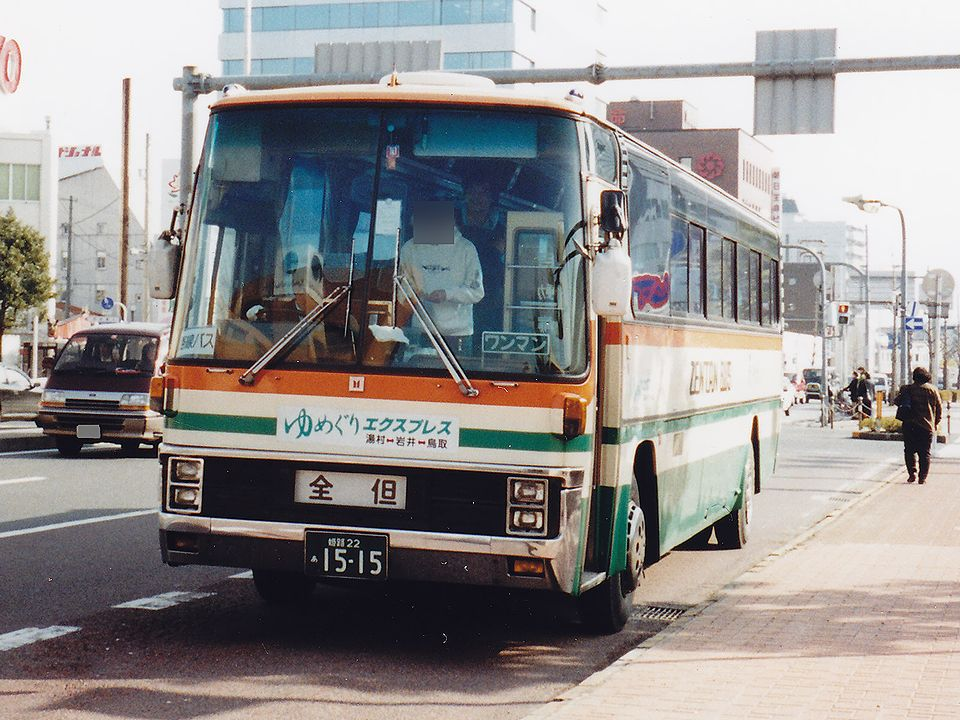
かつて運行されていた全但バス便。鳥取バスターミナルにて

ゆめぐりエクスプレスは、鳥取県鳥取市と兵庫県美方郡新温泉町（湯村温泉）を結ぶバス路線。日本交通（鳥取市）などによって運行されてきたが2021年3月末で廃止された。

## 運行
日本交通が運行する。かつては全但バスも運行していた。全但バスでは急行バスとして扱われていた。
1日2往復運行されている。全便自由席のため、予約は不要。鳥取駅で特急スーパーはくと・スーパーいなばとの接続を考慮したダイヤとなっている。
本路線は「ゆめぐりエクスプレス運行協議会」（新温泉町企画課内）が主体となって開設されたものである。
兵庫県北部からの患者も多い鳥取県立中央病院を経由しており、通院のための交通手段も兼ねている。
しかし、利用者低迷による赤字が続いているため2021年3月末をもって廃止となり、新温泉町では新規の交通手段の確保を検討している。

## 歴史
- 1998年10月1日：試験運行開始[2]。当初は1日2往復であった[2]。
- 1999年4月1日：生活路線バスとして本格運行開始[3][4]。平日は1日3往復に増便[3]。
- 2000年4月1日：1日4往復に増便[4]。
- 2005年4月1日：1日6往復に増便。一部を除き鳥取砂丘経由に変更。
- 2008年10月1日：全但バスが撤退。平日3.5往復（湯村温泉行3本・鳥取駅行4本）・土曜休日3往復に減便。
- 2017年4月1日：1日2往復に減便。
- 2018年10月1日：1往復を快速便（鳥取駅 - 岩美駅間は一般路線バス扱い）に変更[5][6]。
- 2021年3月末：路線廃止[1]。夢つばめ（岩美駅 - 湯村温泉間・平日2往復）に代替。
- 2021年11月20日 - 2022年2月20日：全但バスが鳥取駅南口・鳥取砂丘コナン空港 - 湯村温泉間の臨時高速バスを運行[7]。

## 運行会社
- 日本交通 (鳥取県)
  - 鳥取バス営業所が2往復を担当。
    - 湯村温泉での発券・運行支援業務は全但バス湯村温泉営業所が担当。

## 停車停留所
（鳥取駅（バスターミナル） - 鳥取市内停留所 - 岩井） - （新温泉町内停留所 - 湯村温泉）
鳥取県内、兵庫県内相互の乗降はできない（ただし、快速便の鳥取駅 - 岩美駅間および砂丘センター展望台停留所は上下便とも乗降可能）。

## 運行経路
- 鳥取市内 - 国道53号 - 国道9号 - ＜鳥取県道265号湯山鳥取線 - 鳥取砂丘 - 鳥取県道265号湯山鳥取線＞ - 国道9号 - 新温泉町内（湯村温泉）

## 所要時間・運賃
鳥取駅～湯村温泉
- 58分～1時間3分
- 片道1,130円　6枚回数券5,500円

## 運行回数
- 昼行
  - 平日、土休日とも2往復。

## 車内設備
4列シート・3列シートの高速バス用もしくは貸切車転用車両を使用していたが、のちに一般路線車を使用するようになった。